# Bab El Oued
Bab El Oued (în arabă باب الوادى) este o comună din provincia Alger, Algeria.
Populația comunei este de 64.732 locuitori (2008).

## Personalități născute aici
- Roland C. Wagner (1960 – 2012), scriitor francez.